# Douglas DT
Il Douglas DT era un biplano monomotore realizzato dall'azienda statunitense Douglas all'inizio degli anni venti. Venne impiegato dalla United States Navy nel ruolo di aerosilurante; nel 1925 fu tra i primi velivoli utilizzati per le prime prove di decollo con catapulta da una portaerei.

## Storia del progetto
Il Douglas DT (Douglas Torpedo, siluro) fu il primo velivolo militare prodotto dalla Douglas Aircraft Company, neocostituita azienda dell'industriale Donald Wills Douglas. Il progetto di questo aerosilurante convinse i vertici dell'US Navy ad emettere un ordine per tre prototipi designati DT-1.
Questa prima versione era caratterizzata dalla configurazione monoposto; il primo velivolo venne portato in volo nel mese di novembre del 1921 per l'ordinario ciclo di prove valutative. La marina statunitense valutò positivamente il nuovo modello ma richiese la trasformazione in biposto degli altri due esemplari ancora in costruzione, ritenendo tale configurazione più idonea ai compiti previsti.
Il ciclo di prove si concluse con l'assegnazione di un ordine per 38 esemplari della versione biposto (identificata come DT-2); altri 26 esemplari furono costruiti rispettivamente dalla Naval Aircraft Factory (6 velivoli) e dalla Lowe-Willard-Fowler Engineering Company (20).
Lo sviluppo del velivolo proseguì con una versione da bombardamento, denominata DT-4 e realizzata, anche in questo caso, dalla Naval Aircraft Factory mediante la conversione di velivoli della serie DT-2.
Altre varianti minori furono realizzate mediante l'installazione di diverse unità motrici rispetto all'originaria; tra queste quella che più incise sulla struttura del velivolo (così ridenominato SDW-1) venne curata dalla Dayton Wright che trasformò tre esemplari di DT-2 in idrovolanti e, mediante l'ampliamento della profondità della fusoliera, installò nuovi serbatoi di carburante al fine di incrementare l'autonomia dei velivoli per destinarli a ruoli di esplorazione.

## Tecnica
Il Douglas DT era un biplano con struttura mista: le ali (ripiegabili lungo i lati della fusoliera) erano in legno con rivestimento di tela. La fusoliera era in tubi di acciaio saldati; la parte anteriore era rivestita in lega leggera mentre la parte posteriore era rivestita in tela. I piani di coda erano rispettivamente in legno (verticali) e in tubi d'acciaio con rivestimento in tela (orizzontali); lo stabilizzatore era collocato alla base della deriva.
Il carrello d'atterraggio era di tipo classico, fisso, con pattino di coda. L'ampiezza della carreggiata consentiva la facile installazione di galleggianti per la trasformazione del velivolo in idrovolante.
Il motore installato sugli esemplari della serie DT-2 era il V-12 Liberty L-12, raffreddato a liquido mediante radiatore disposto frontalmente davanti al motore stesso; erogava una potenza di 450 hp.
Altre versioni impiegarono motori differenti, generalmente inalterati nel numero e nella disposizione dei cilindri. Un solo velivolo (denominato DT-6) venne realizzato trasformando un DT-2 mediante l'installazione del motore radiale Wright P-1.

## Impiego operativo
Il Douglas DT fu uno dei primi aerosiluranti di successo dell'US Navy presso la quale rimase in servizio tra il 1922 ed il 1926 ricoprendo anche compiti di osservazione, esplorazione ed addestramento al tiro. Diversi esemplari vennero impiegati anche dall'United States Marine Corps.
Nella primavera del 1925 un Douglas DT venne impiegato per la realizzazione di alcune tra le prime prove di decollo assistito mediante catapulta effettuate dal ponte della portaerei USS Langley (CV-1), all'àncora presso la Naval Air Station North Island, nelle vicinanze di San Diego.
Il DT ebbe anche un certo successo di esportazione: la peruviana Marina de Guerra del Perú acquistò quattro esemplari dotati di motori Wright Typhoon mentre la norvegese Marinens Flyvevesen impiegò otto velivoli, di cui sette costruiti su licenza dalla Marinens Flyvebaatfabrikk.

## Versioni

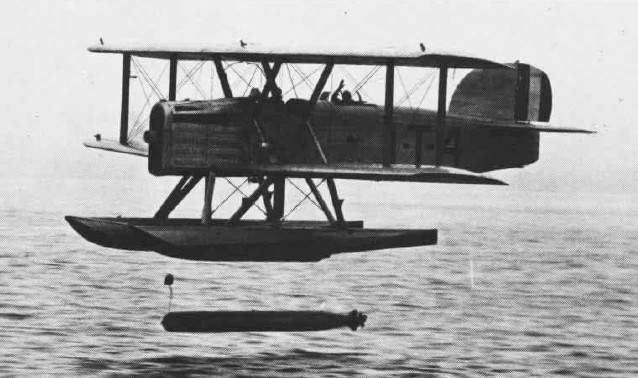
Un Douglas DT mentre sgancia un siluro.

I dati sulle versioni sono tratti da "Enciclopedia L'Aviazione".
- DT-1: primi tre esemplari ordinati dall'US Navy; funsero da prototipi per lo sviluppo del velivolo.
- DT-2: variante principale, biposto, costruita complessivamente in 64 esemplari.
  - DT-2B: designazione assegnata ad un esemplare venduto alla Norvegia che ne acquistò la licenza e ne produsse altri sette esemplari. Di questi velivoli alcuni erano ancora in servizio, con compiti minori, nel 1940.
- DT-3: proposta per una versione migliorata, che tuttavia non venne realizzata.
- DT-4: serie di quattro esemplari di DT-2 modificati in bombardieri dalla Naval Aircraft Factory e dotati di motori Wright T-2 (motori 12 cilindri a V, capaci di una potenza pari a 650 hp) senza riduttore.
- DT-5: designazione assegnata a due esemplari di DT-4 motorizzati con motori Wright T-2B dotati di riduttore.
- DT-6: denominazione attribuita ad un velivolo della serie DT-2 equipaggiato con motore radiale Wright P-1.
- DTB: serie di quattro velivoli dotati di motore Wright Typhoon (12 cilindri a V, 650 hp) acquistati dalla Marina peruviana.
- SDW-1: nuova designazione assegnata a tre velivoli DT-2 modificati a cura della Dayton Wright in idrovolanti per compiti di esplorazione a lungo raggio. Differivano prevalentemente per la struttura più profonda della fusoliera, destinata ad ospitare serbatoi di carburante aggiuntivi.

## Sviluppi correlati
Nella prima metà del 1923, a seguito di una richiesta dell'US Navy, dal Douglas DT venne sviluppato il Douglas World Cruiser (DWC) destinato ad effettuare una crociera dimostrativa intorno al mondo.

## Utilizzatori
Dati tratti da "Enciclopedia L'Aviazione".
 Norvegia
- Marinens Flyvevesen

 Perù
- Marina de Guerra del Perú

 Stati Uniti
- United States Marine Corps
- United States Navy

### Pubblicazioni
- (EN) A new american bombing 'plane, in Flight, 8 novembre 1923. URL consultato il 6 giugno 2011.